# Trimbakeshwar

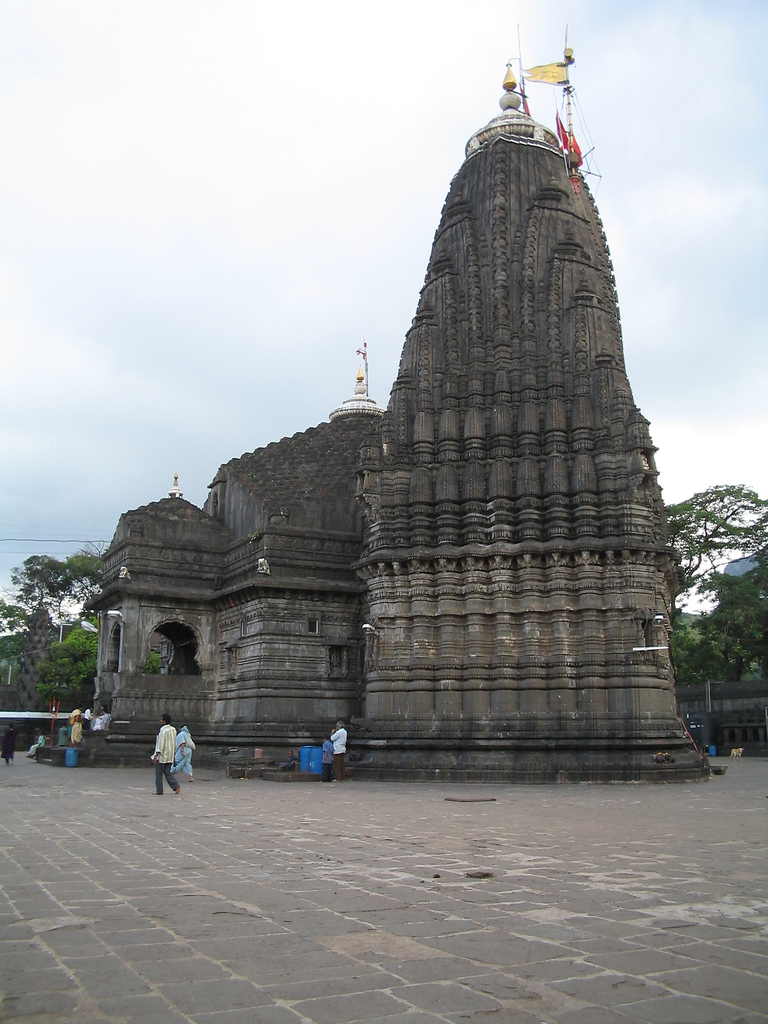
Templo de Triambakeshwar.

El templo de Trimbakéswar (‘los Tres Señores’) es uno de los doce yiotir-lingas, lugares sagrados principales dedicados al dios Sivá. Se encuentra en la localidad de Trimbak, en el distrito de Nashik del estado de Maharastra (en la India), a 28 km de la ciudad de Nashik, y cerca de las fuentes del río Godavari, en las montañas Brahmagiri.

## Arquitectura
El lingam (‘falo’) de este templo, hecho de piedra negra, tiene la forma de un rostro de tres caras, el tridev, formado por los tres señores: Brahmá, Visnú y Sivá (en su forma como Majéswara). 
La forma actual del templo se debe a la reconstrucción realizada por el peshwa de Maratha Balaji Bajirao a mediados del siglo XVIII. 
Su estilo es el de un templo nagara de dos volúmenes y se halla dentro de un amplio patio. Está coronado por una torre embellecida con un amalaka (disco con ranuras horizontales) gigante y una vasija kalasha (símbolo de abundancia y de vida) dorada.
El lingam está en una depresión del suelo del sancta sanctorum (el altar, el sitio más sagrado). Normalmente, está cubierto con una máscara de plata, pero en las ocasiones festivas se cubre con una máscara dorada de cinco caras y una corona de oro repleta de joyas, que suele mostrarse al público un día a la semana.